# Protorthoptera
„Protorthoptera" је парафилетски ред палеозојских и раномезозојских фосилних крилатих инсеката, базалних у оквиру групе Polyneoptera. Постоје различита тумачења међусобне сродности ових инсеката, као и њихове сродности са савременим редовима. 
Усни апарат код представника овог реда био је прилагођен за грицкање, а храна им је била биљног порекла. Узимајући у обзир паралелно присуство хербиворних инсеката из групе Palaeodictyopterida, претпоставља се да су највећи део исхране протортоптера чинили листови биљака.